# Operation Outflank
1941

Versenkung der Force Z 
1942

C –
Ironclad 
1944

Diplomat –
Cockpit –
Transom –
Councillor –
Pedal –
Crimson –
Banquet –
Light –
Millet –
Outflank –

ab 22. Nov. als British Pacific Fleet Robson 
1945

Lentil –
Meridian –
Suffice –
Stacey –
Transport –
Onboard –
Penzance –
Passbook –
Sunfish –
Bishop –
Dukedom –
Mitre –
Irregular –
Balsam –
Bedlam Green –
Collie –
Livery –
Jurist –
Tiderace

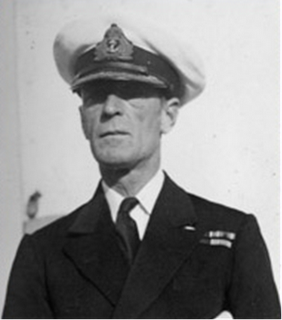
Admiral Philip Louis Vian

Operation Outflank war der Oberbegriff für vier trägergestützte Luftangriffe der britischen Eastern Fleet auf Ziele in West-Sumatra während des Pazifikkriegs im Zweiten Weltkrieg.

## Planung
Als Nachfolger von Konteradmiral Clement Moody übernahm Konteradmiral Philip Vian im November 1944 das Kommando über eine Task Force der Eastern Fleet von Admiral Bruce Fraser.
Die Task Force bestand aus den Flugzeugträgern Illustrious und Indomitable, dem Leichten Kreuzer Newcastle, den Leichten Flugabwehrkreuzern Argonaut und Black Prince, sowie den Zerstörern Kempenfelt, Wakeful, Wessex, Whirlwind und Wrangler.

## Operation Outflank
Eine erste Operation unter dem Decknamen „Outflank“ begann am 17. November 1944, als der Kampfverband der British Eastern Fleet unter Konteradmiral Vian aus Trincomalee auslief. Er hatte die Zerstörung von Erdölraffinerien auf Sumatra als Ziel, wie auch drei weitere Operationen, die unter dem Oberbegriff „Outflank“ zusammengefasst wurden. Vom Tanker Wave King aus wurde die Flotte am 18. November beölt. Die beiden Zerstörer Wager und Whelp standen zur Sicherung des Vorgangs bereit.
Am Morgen des 20. November war die Startposition für den Angriff erreicht. 27 Avenger-Bomber und 28 Corsair- und Hellcat-Jäger starten zum Angriff auf Pangkalan Brandan im Nordwesten Sumatras, rund 65 km nordwestlich von Medan. Durch herrschendes schlechtes Wetter musste der Angriff dort aber abgebrochen werden. Als Ausweichziel dienten die Ölanlagen im Hafen von Belawan Deli. Da niedrige Wolken und böiger Wind den Angriff erschwerten richteten die Flugzeuge nur geringe Schäden an. Auch ein weiterer Angriff am Nachmittag des Tages gegen den Flugplatz bei Sabang blieb erfolglos.
Nach diesem Angriff wurde die Eastern Fleet am 22. November in British Pacific Fleet umbenannt. Die Basis in Trincomalee wurde weiterhin betrieben, wobei die Hauptbasis der britischen Pazifikflotte sich nun in Sydney, Australien, befand. Eine vorgeschobene Basis befand sich zudem auf Manus im Norden des Territorium Neuguinea.
Die Flotte lief am 23. November wieder zurück nach Ceylon.

## Operation Robson

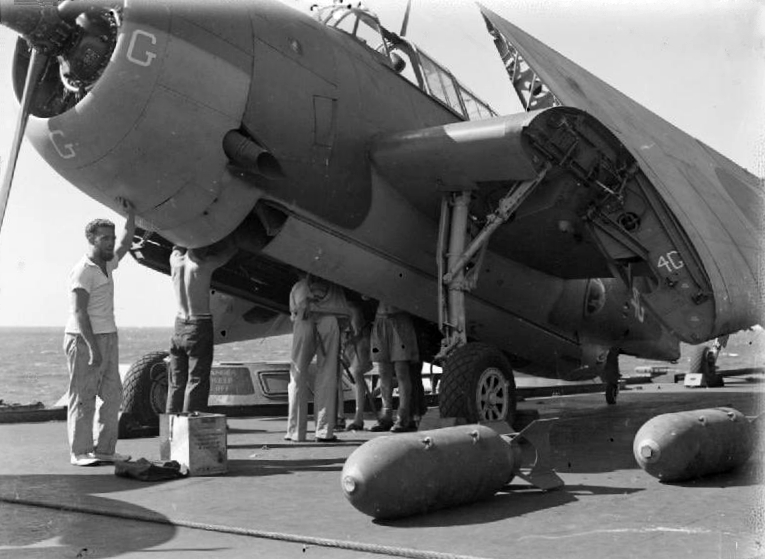
Eine Avenger wird an Bord der Illustrious aufgerüstet

Mit der TF 67, bestehend aus den Flugzeugträgern Indomitable und Illustrious, den Kreuzern Newcastle, Black Prince und Argonaut sowie den Zerstörern Kempenfelt, Wager, Wakeful, Wessex, Whelp, Whirlwind und Wrangler, führte Konteradmiral Vian am 17. und 20. Dezember weitere Angriffe gegen die Ölraffinerien sowie die Eisenbahn- und Hafenanlagen von Belawan-Deli durch. Wiederum behinderte die schlechte Wetterlage den Angriff. Auch ein Angriff auf die Ölanlagen bei Medan blieb erfolglos.

## Operation Lentil
Die neu zusammengestellte Task Force 63 unter Konteradmiral Vian bestand aus den Flugzeugträgern Indomitable, Victorious und Indefatigable, den Kreuzern Suffolk, Ceylon, Argonaut, Black Prince sowie den Zerstörern Kempenfelt, Whelp, Wager, Grenville, Urania, Undaunted, Undine und Ursa.
Am 4. Januar 1945 führte Konteradmiral Vian mit ihr einen erneuten Angriff auf die Ölraffinerien von Pangkalan-Brandan durch. Von den Trägern starteten 27 Avenger Bomber die von 28 Hellcat- und Corsair-Jägern begleitet wurden.
Die Avengers konnten bei besserem Wetter beträchtliche Schäden anrichten. Jedoch verloren sich etliche Hellcat- und Corsair-Jäger in heftigen Luftkämpfen mit den Japanern, so dass die Bomber oftmals ungeschützte Angriffe fliegen mussten. Zudem behinderte schlechter Funkverkehr die Operation. Allerdings gelang es den Japanern nicht diese Fehler auszunutzen. Die Briten verloren bei dem Angriff eine Maschine.

## Operation Meridian

### Vorgeschichte
Die Eastern Fleet wurde im Januar 1945 nach Australien beordert, um sich für den Kampf mit den Amerikanern im Pazifik vorzubereiten. Bei einem Treffen auf Hawaii zwischen den Admirälen Fraser und Nimitz wurde die weitere Vorgehensweise im Kampf gegen Japan diskutiert. Da Nimitz nicht ausschließen konnte, dass die britische Pazifikflotte in den Südwestpazifik befohlen werden könnte, um General MacArthur zu unterstützen, bat er Fraser, die britische Pazifikflotte auf dem Weg nach Australien umzuleiten, um auf ihrem Weg einen größeren Angriff auf die Ölraffinerien im Süden Sumatras zu starten. Fraser stimmte zu und das Ergebnis war die größte Operation der britischen Trägerflotte während des Zweiten Weltkriegs; ein doppelt geführter Angriff, um die Einrichtungen südlich von Palembang außer Betrieb zu setzen.

### Die Angriffe
Für das Unternehmen wurde die größte Trägerflotte der Briten im gesamten Zweiten Weltkrieg zusammengestellt. Dies nicht zuletzt um eine Schlagkraft zu erreichen, die derer der US-Trägerflotten ebenbürtig sein sollte. Daher besaß die Flotte die maximale Anzahl an Flugzeugen die auf den Flugdecks Platz fanden. Den USA gelang es 72 Maschinen innerhalb von 35 Minuten zu starten; etwas was den Briten nie gelungen war. Die britischen Flugzeugträger waren für solch schnelle Starts nicht ausgelegt. Die US-Träger besaßen offene Hangars und Seitenaufzüge, so dass die Motoren der Flugzeuge schon unter Deck warmlaufen konnten.
Die Task Force 63 bestand aus den Trägern Indomitable, Indefatigable, Victorious und Illustrious, dem Schlachtschiff King George V unter dem Kommando von Vizeadmiral Bernard Rawlings, den Kreuzern Black Prince, Argonaut, Euryalus, sowie den Zerstörern Grenville, Undine, Ursa, Undaunted, Kempenfelt, Wakeful, Whirlwind, Wager und Whelp. Der Kreuzer Ceylon und der Zerstörer Wessex stießen später hinzu.

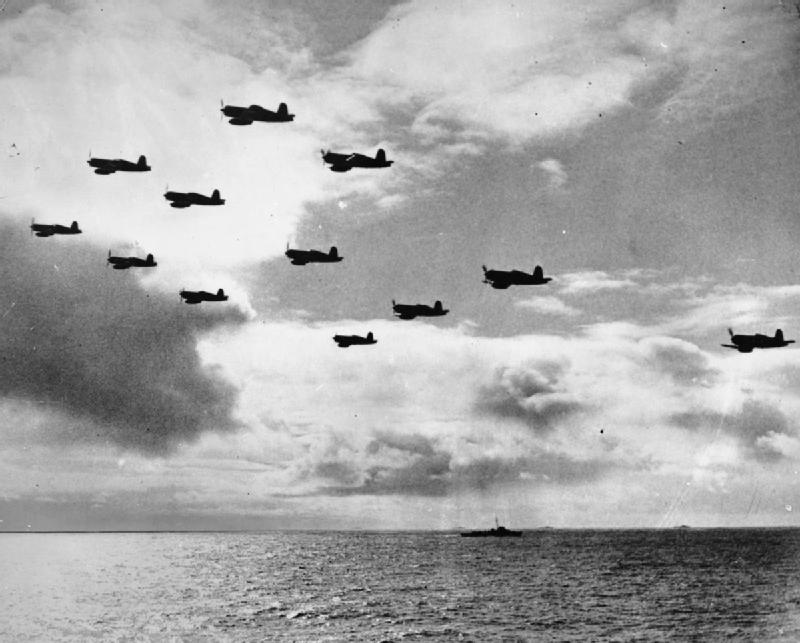
Corsair-Staffel

Die Operation begann am 16. Januar mit der Verlegung der Task Force 63 von Trincomalee in den Pazifik. Die Beölung übernahmen am 20. Januar die Tanker Echodale, Wave King und Empire Salvage, gedeckt vom Zerstörer Urchin. Später stieß noch von Fremantle kommend der Tanker Arndale dazu. Die U-Boote Sturdy, Tantivy und Tantalus übernahmen die Aufklärung und standen für Seenotrettungsfälle zur Verfügung.
Bedingt durch schlechtes Wetter konnten die Kampfflugzeuge nicht wie geplant vom 21. bis zum 23. Januar die ersten Angriffe fliegen. Erst am 24. Januar starten 43 Avenger-Bomber und 12 Firefly-Jagdbomber mit Raketen begleitet von 50 Hellcat-, Corsair- und Seafire-Jägern zum Angriff auf die Ölraffinerie von Pladjoe, nördlich von Palembang.
Am Ziel wurden die Flugzeuge unerwartet mit Sperrballons konfrontiert gegen die kein Plan existierte. Jetzt machte sich der Einsatz eines Angriffskoordinators bezahlt, der erstmals eingesetzt wurde. Seine Aufgabe war es die Angriffe der verschiedenen Staffeln zu leiten und auf unerwartete Ereignisse zu reagieren. Daher gab der Koordinator den Fireflies den Befehl die Ballone anzugreifen, doch er erhielt keine Rückmeldung über den Funk. Der unzuverlässige Funk war ein großes Problem, konnten doch einige Planänderungen die anfliegenden Bomber nicht erreichen.

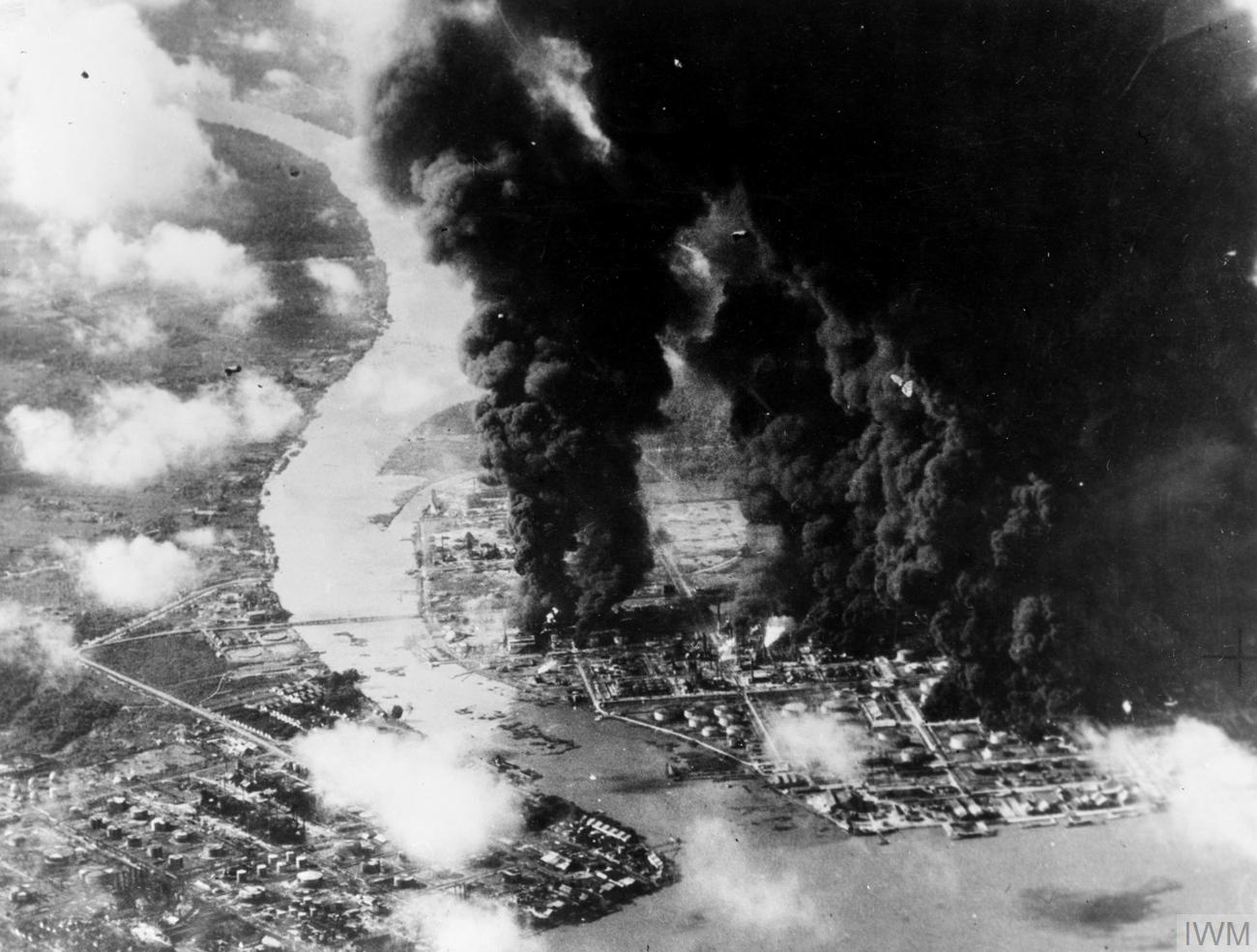
Brennende Ölraffinerie nach der Operation Meridian Ende Januar 1945

Trotz all den Hindernissen war der Angriff ein Erfolg. Von den Briten überrascht brachten die Japaner nur 20 Jäger in die Luft, von denen 14 abgeschossen wurden. Auch am Boden konnten noch 38 Maschinen zerstört werden. Die Briten verloren sieben Flugzeuge im Kampf und zusätzlich 25 durch Bruchlandungen.
Der zweite Angriff startete am 29. Januar mit Anflug von 48 Avenger, zehn Fireflies, 24 Corsairs und 16 Hellcats zum Angriff auf die Ölraffinerien von Soengi-Gerong bei Palembang. Durch frühe Aufklärung gelang es einer japanischen Jägerstaffel die anfliegenden Flugzeuge südwestlich der Raffinerien abzufangen. Bei den Luftkämpfen schossen die Briten 30 japanische Maschinen ab. Zusätzlich konnten 38 am Boden stehende Maschinen zerstört werden. Auch die Task Force selbst geriet unter japanisches Bomberfeuer als zwölf Bomber bis zu ihr durchdringen konnten. Jedoch wurden alle Bomber von der bordeigenen Flak oder Jägern abgeschossen. Die Briten verloren insgesamt 16 Flugzeuge. Einige Besatzungen konnten gerettet werden.
Am 4. Februar lief die Task Force in Fremantle ein.

## Folgen
Die Operation Meridian war die erste britische Operation bei der vier Flugzeugträger offensiv eingesetzt wurden. Admiral Fraser entgegnete den Kritikern, dass die Flotte durch die Palembang-Angriffe nun zu einer Kampfeinheit zusammengeschweißt worden war und für alliierte Einsätze im Pazifik bereit war.
Die Erdölraffinerien in und um Palembang konnten für die nächsten zwei Monate kein Flugbenzin mehr liefern und auch danach erreichten sie nie mehr die produzierte Menge wie vor den Angriffen.